# Tadeusz Kutrzeba
Tadeusz Kutrzeba, nacido el 15 de abril de 1885 en Cracovia (entonces Imperio austrohúngaro, hoy Polonia) y fallecido el 8 de enero de 1947 en Londres (Reino Unido), fue un militar polaco que estuvo activo durante la Segunda República Polaca, que alcanzó el grado de general y tomó parte en la Segunda Guerra Mundial.

## Primeros años
Tadeusz Kutrzeba nació el 15 de abril de 1885 en Cracovia, cuando la ciudad formaba parte del Imperio austrohúngaro. En 1906 acabó su carrera con honores en la Academia Militar Técnica (Wojskowa Akademia Techniczna) en Mödling, saliendo con la graduación de segundo teniente para su primer destino, en un dragaminas de la Marina Imperial Austriaca.

## Segunda Guerra Mundial

### Invasión de Polonia
Al iniciarse la Segunda Guerra Mundial con la Invasión alemana de Polonia de 1939 mandaba el Ejército de Poznań, formado por cuatro divisiones de infantería (14.ª, 17.ª, 25.ª, 26.ª) y dos brigadas de caballería (Wielkopolska y Podolska).
Fue Kutrzeba quien diseñó el plan de contraataque del Ejército polaco para la batalla de Bzura, mandando durante la batalla el Ejército de Poznań y el Ejército de Pomerania, enfrentándose al Grupo de Ejércitos Sur de la Wehrmacht.

### Prisionero de guerra
Fue hecho prisionero por los alemanes en el Asedio de Varsovia, pasando el resto de la guerra en varios campos de prisioneros de guerra: Hohenstein, Koenigstein y Oflag VII-A Murnau.

## Posguerra
Tras ser liberado al final de la guerra, se le nombró presidente del Comité Histórico de la Campaña de Septiembre (en referencia a la fecha de ia invasión alemana), con sede en Londres, ciudad en la que falleció por causa de un cáncer el 8 de enero de 1947.

## Condecoraciones
- Orden Virtuti Militari (lª 2.ª, 3.ª y 5.ª Clases).
- Orden Polonia Restituta (Odrodzenia Polski, 3.ª y 5.ª clases).
- Cruz al Valor (Krzyz Walecznych, 3 veces).
- Zloty Krzyz Zaslugi.
- Varias medallas extranjeras.

- Datos: Q531148
- Multimedia: Tadeusz Kutrzeba / Q531148